# Palazzo Zati
Palazzo Zati è un edificio di Firenze, situato in via Pietrapiana 26.

## Storia e descrizione
Il palazzo, già della nobile famiglia Zati, presenta una facciata che rimanda a un disegno cinquecentesco, sviluppata su quattro piani e organizzata in cinque assi, con finestre centinate dalle cornici in pietra e poggianti su cornici marcapiano. Il portale è pure centinato, con chiave di volta a goccia e cornice in pietra arricchita da eleganti modanature.
In una porzione dell'edificio ha sede il Commissariato di Pubblica Sicurezza di San Giovanni.